# Пост кинопроекции

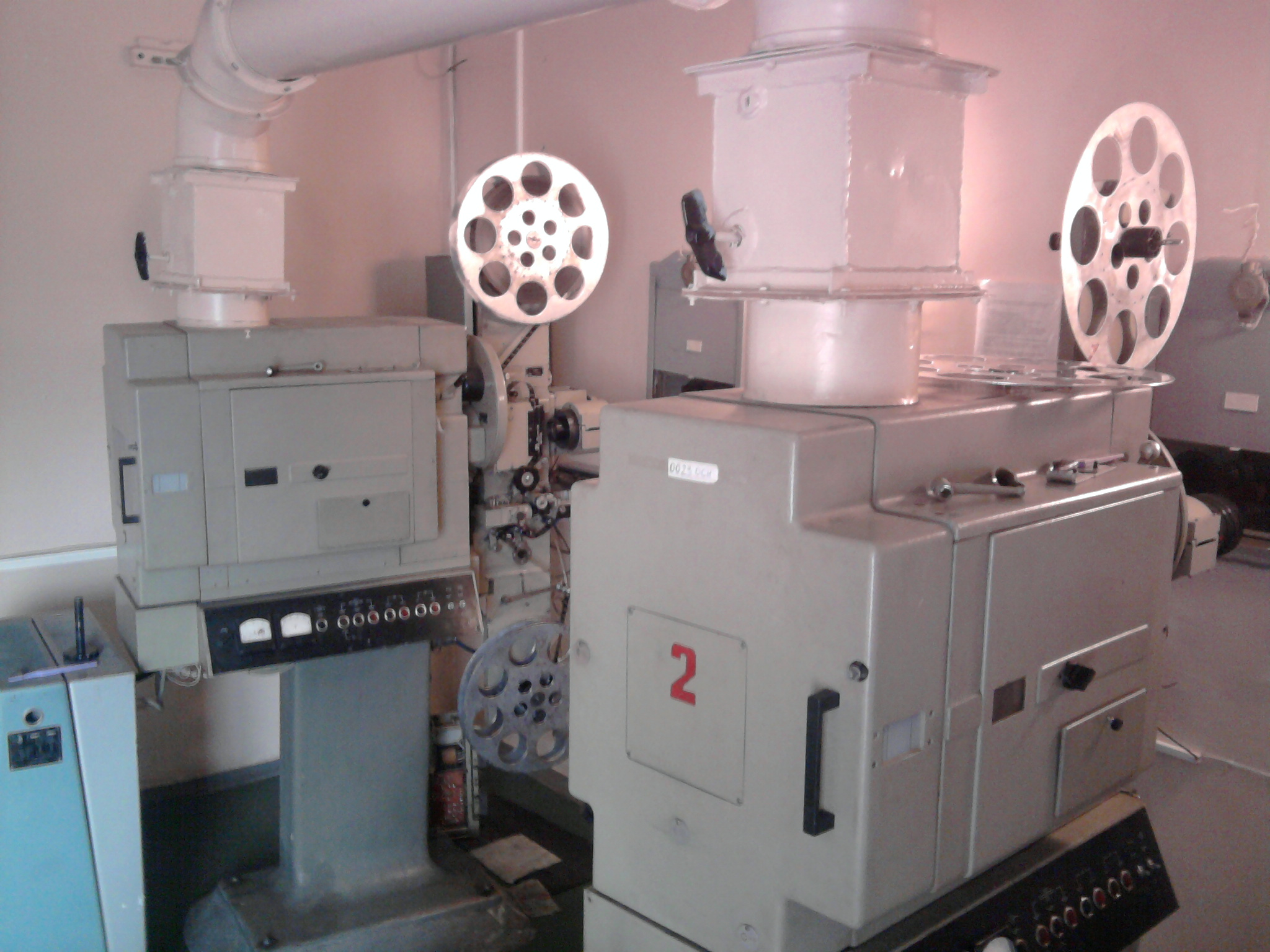
Два поста кинопроекторов 23КПК-2 в аппаратной кинотеатра

По́ст кинопрое́кции — один из кинопроекторов, входящих в киноустановку, рассчитанную на непрерывный кинопоказ фильмов, состоящих из нескольких частей. Длительность одной стандартной части кинофильма, изготовленного на 35-мм киноплёнке, не может превышать 10 минут, поэтому при показе полнометражных фильмов длительностью 1—2 часа применяется несколько кинопроекторов, в каждый из которых заряжается одна часть фильмокопии. В момент окончания части в одном проекторе запускается следующий с таким расчётом, чтобы сделать переход между частями незаметным на экране. Это называется переходом с поста на пост. За время демонстрации очередной части киномеханик успевает зарядить киноплёнку в следующий пост и подготовить его к работе. До конца 1990-х годов наличие в кинотеатрах двух и более постов было обязательным.

## Непрерывность кинопоказа

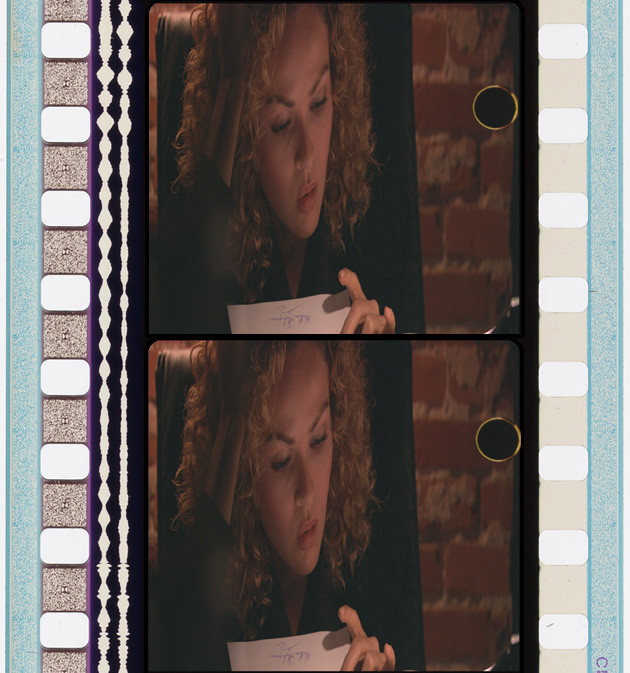
Метка окончания части в углу кинокадра

Впервые несколько постов кинопроекции начали использовать в крупных европейских и американских кинотеатрах в 1914 году, исключив остановку сеанса через каждые 15 минут при «немой» частоте проекции 16 кадров в секунду. На этот момент средств автоматизации не существовало и для точного перехода с поста на пост использовалась только специальная разметка ракорда фильмокопий, облегчающая зарядку каждой части и точный пуск следующего поста, выполнявшийся вручную. Так, для обозначения момента запуска механизма следующего проектора для точного совмещения начала следующей части с концом предыдущей в верхнем правом углу кадра каждой части на долю секунды появляется круглый маркер (сигнал «мотор»), видимый за 8 секунд до окончания части. В широкоэкранных фильмах метка выглядит, как овал из-за анаморфирования. Увидев её на экране, киномеханик должен запустить механизм следующего поста, чтобы он успел разогнаться до номинальной скорости. Затем, за одну секунду до начала конечного ракорда части, появляется такой же маркер «переход»: это сигнал для открытия световой заслонки второго поста и закрытия заслонки первого. 
Таким образом, в момент окончания изображения предыдущей части в кадровом окне запущенного поста уже появляется изображение следующей части, и механизм проектора работает с номинальной скоростью. Разгон механизма особенно важен для качественного воспроизведения фонограммы, которая звучит искаженно, пока звукочитающий барабан не вошёл в установившийся режим вращения. Стартовый ракорд каждой части также размечается с таким расчётом, чтобы в момент начала стабильной работы механизма в кадровое окно попадали начальные кадры части. Благодаря разметке отрезок плёнки, проходящий в лентопротяжном тракте за время разгона, соответствует расстоянию между маркерами в конце предыдущей части. Такая технология позволяет довести точность перехода до 1—2 секунд, вполне приемлемую для нормального показа. В соответствии с международными стандартами SMPTE 301М-1999 и 55-2000, длительность каждого из двух сигналов должна составлять 4 кадрика фильмокопии.
В большинстве кинотеатров устанавливалось 3 поста кинопроекции, однако в крупных киноцентрах могло быть до 4 постов. Двухпостная киноустановка применялась в малых кинозалах, не позволяя держать один из проекторов в резерве на случай поломки.

## Автоматизированный кинопоказ

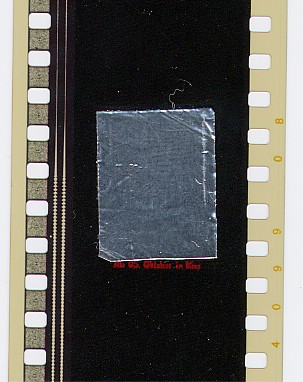
Метка из фольги на киноплёнке для автоматизации перехода с поста на пост

Для упрощения работы киномеханика и повышения качества кинопоказа с конца 1940-х годов применяется автоматизированное управление всеми постами кинопроекции, позволяющее производить точные переходы между частями, незаметные зрителям. Для автоматизации переходов, кроме обычной разметки, в определённых местах каждой части фильма на перфорации закрепляется специальная токопроводящая фольга, приводящая в действие автоматику перехода от соответствующего датчика. При этом следующий пост запускается автоматически, и после разгона автоматически поднимается заслонка, открывающая кадровое окно, а заслонка предыдущего поста закрывается. От киномеханика при автоматизированном показе требуется точное соблюдение разметки при зарядке каждой части и грамотное управление управляющим устройством. 
В кинотеатрах СССР для автоматизации кинопоказа применялось устройство «АКП-6» и его модификации. Кроме переходов с поста на пост, устройство управляло приводом экранного занавеса и светом в кинозале.

## Согласование изображений постов
При монтаже кинопроекторов в аппаратной кинотеатра важное значение имеет регулировка положения изображений разных постов на экране. Изображения с разных кинопроекторов должны как можно точнее совпадать, в противном случае переход с поста на пост будет заметен зрителям. Кроме того, при проектировании аппаратной учитывается необходимость обеспечения как можно более близкого расположения объективов всех постов, чтобы обеспечить перпендикулярность оптических осей проекторов к экрану. Это позволяет свести к минимуму искажения, появляющиеся при косой проекции.

## Уменьшение количества переходов
Несмотря на все ухищрения, переходы с поста на пост все же заметны и усложняют работу киномеханика. Поэтому в крупных кинотеатрах для уменьшения их количества склеивают несколько частей в одну, поскольку конструкция большинства кинопроекторов позволяет заряжать рулоны, превосходящие стандартную длину 300 метров. Так, советский кинопроектор 23КПК позволял заряжать до 600 метров, получаемых склеиванием двух частей. Однако полнометражный фильм длиной 2500—2700 метров показать одной частью без специальных технологий невозможно. В начале 1970-х годов появились кинопроекторы с бобинами большой ёмкости до 4000 метров. Такие системы не получили распространения из-за неудобств, сопровождающих работу с большими рулонами, вес которых достигал 70 килограммов.
Эффективной альтернативой многопостным киноустановкам стали бесперемоточные устройства, позволяющие заряжать в отдельные типы кинопроекторов фильм, склеенный в большой рулон, располагающийся горизонтально на специальном платтере. Такая технология в сочетании с ксеноновыми лампами, время непрерывной работы которых, в отличие от угольной дуги, не ограничено, допускает установку в кинотеатре единственного поста. Кинопроекторы системы IMAX работают только по этой технологии из-за большого веса и габаритов фильмокопий, поэтому до недавнего времени существовали ограничения максимальной продолжительности фильмов в формате IMAX.

## Цифровой кинопоказ
Современные цифровые кинопроекторы позволяют демонстрировать фильмы любой длительности непрерывно. Поэтому понятие «пост» при цифровом кинопоказе устарело. В аппаратной цифрового кинотеатра может быть установлено более одного проектора, но это используется для других целей. Например, при двухпроекторной технологии 3D или для резервирования и уменьшения интенсивности эксплуатации каждого цифрового кинопроектора, используя их по очереди для разных сеансов.